# صعدة
صَعدة هي مدينة يمنية وعاصمة محافظة صعدة. يبلغ تعداد سكانها أي المحافظة بالكامل 676714 نسمة حسب الإحصاء الذي أجري عام 2004.

## التاريخ

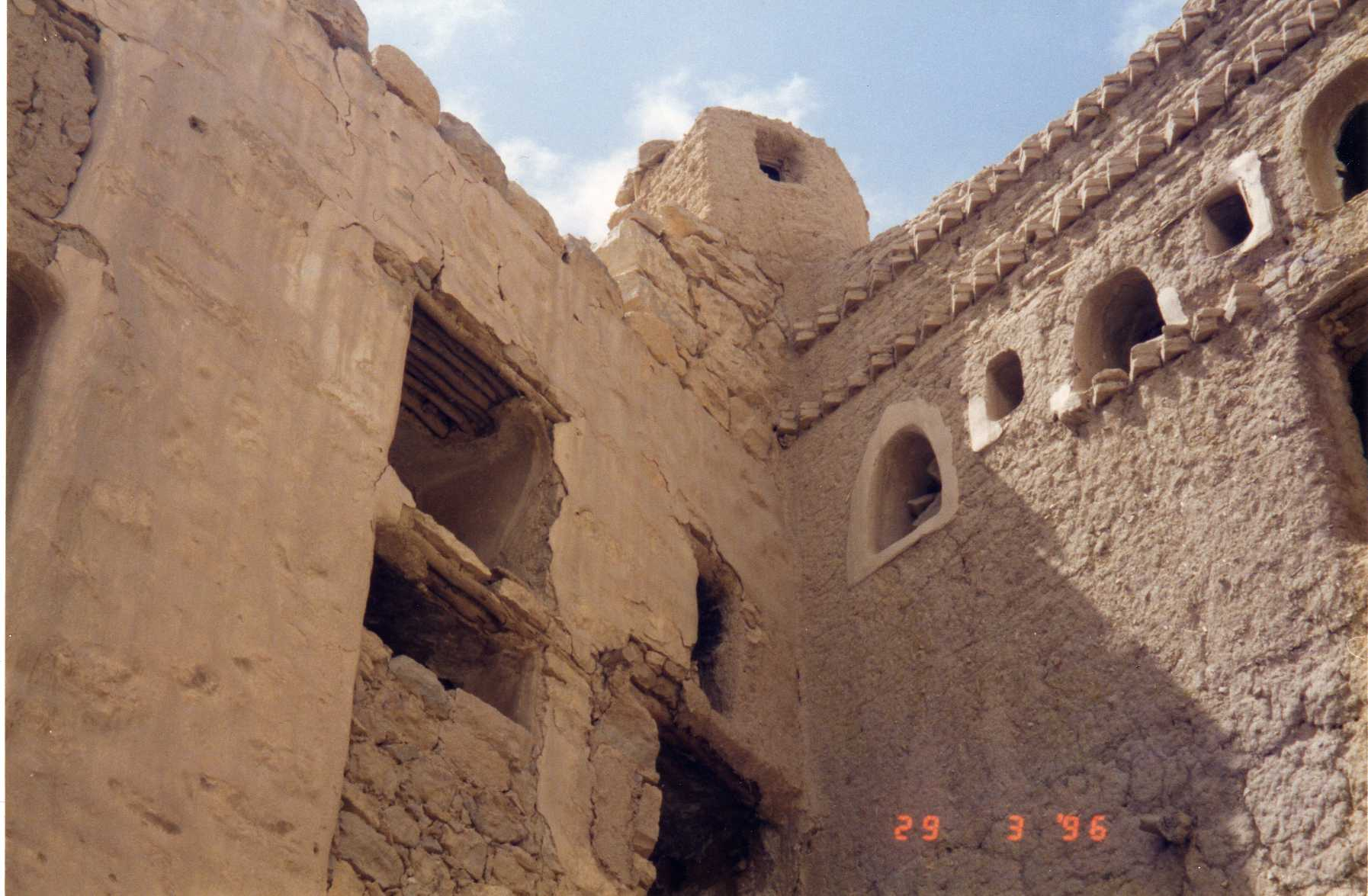
من مباني صعدة القديمة

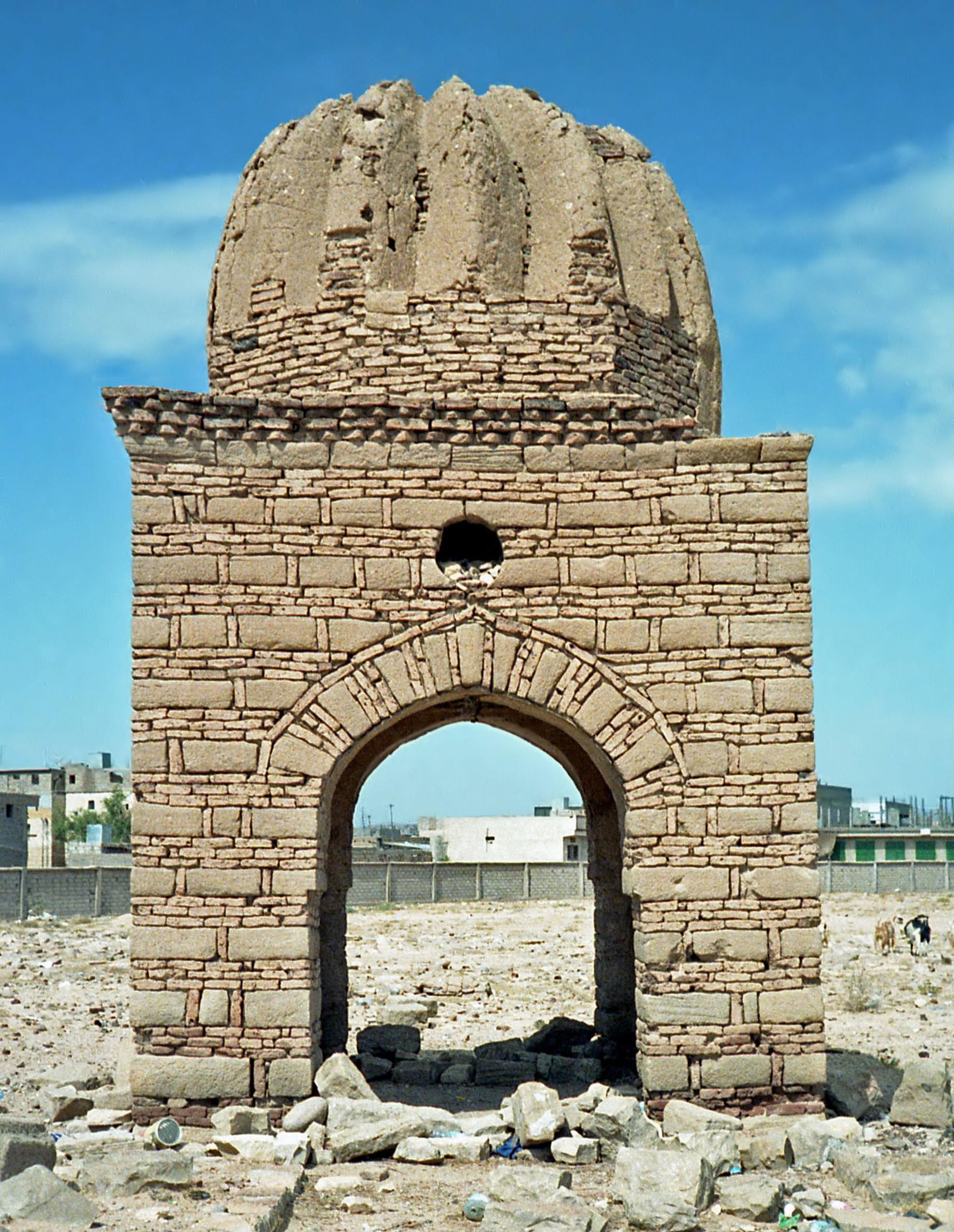
صورة في مقبرة في صعدة، اليمن 1986

### أصل التسمية
ذكر ياقوت الحموي اسم صعدة في معجم البلدان قائلًا عنها «صعدة: مخلاف باليمن بينه وبين صنعاء ستون فرسخًا، وبينه وبين خيوان ستة عشر فرسخا»، ونقل عن الحسن بن محمد المهلبي قوله «صعدة مدينة عامرة آهلة يقصدها التجار من كل بلد، وبها مدابغ الأدم وجلود البقر التي للنعال، وهي خصبة كثيرة الخير، وهي في الإقليم الثاني، عرضها ست عشرة درجة». وذكر أكثر من معنى لكلمة صعدة قائلًا أنَّ صعدة بفتح الصاد وسكون العين تعني «القناة المستوية تنبت كذلك لا تحتاج إلى تثقيف»، وأنَّ بنات صعدة تعني «حمر الوحش».

### التاريخ المبكر
عرفت مدينة صعدة في النقوش اليمنية القديمة بهذه التسمية في النقش الموسوم بــ CH 31)) باسم (ص ع د ت م)، كما عرفت بهذا الاسم في الفترة الإسلامية المبكرة، وقد تناولتها بعض المصادر التاريخية الإسلامية المبكرة منها كتاب «صفة جزيرة العرب للهمداني» بقوله: (مدينة صعدة، وكانت تسمى في الجاهلية «جماع»، وكان بها في قديم الدهر قصر مشيـد، فصدر رجل من أهل الحجاز من بعض ملوك البحر، فمر بذلك القصر، وهو تعب فاستلقى على ظهره، وتأمل سمكه فلما أعجبه قال: لقد صّعده لقد صّعده !! فسميت صعدة من يومئذ)، أما «منتخبات في أخبار اليمن لنشوان بن سعيد الحميري» فيقول: (صعدة مدينة باليمن لخولان بن عمرو بن الحاف بن قضاعة وسميت صعدة لأن ملكًا من ملوك حمير بنى له فيها بناء عالٍ فلما رآه الملك فقال لقد صّعده، فسميت بذلك صعدة).

### الحديث
أما مدينة صعدة الحديثة فيرجع تأسيسها إلى (القرن الثالث الهجري ـ القرن التاسع الميلادي) حيث اختطها الإمام «الهادي إلى الحق يحيى بن الحسين بن القاسم»، إذ تقع على بعد (3 كم) من موقع صعدة القديمة التي كانت قائمة عند سفح جبل تلمص، ولازالت بقايا آثار أطلالها حتى اليوم، ومنذ تأسيس مدينة صعدة الحديثة شهدت تطورات حضارية عبر مراحلها التاريخية أكسبتها ملامح المدينة العربية الإسلامية بتخطيطها المعماري الهندسي، وإبداعاتها الفنية، وتقسيم تكويناتها الرئيسية من حيث الأسواق والسماسر والحمامـات القديمة والمساجد والمدارس والأسوار والبوابات القديمة والحارات وكل أثر تلمح فيه جمال الإبداع بحسب ما خصص من أجله، واحتفظت عبر القرون التاريخية بطابع أصالتها الإسلامية لتشكل نموذجًا حيًا يشهد على مدى تطور العمارة والفنون منذ بداية العصر الإسلامي.
وازدهرت صعدة كمدينة علم ودين وثقافة وتجارة وصناعة وزراعة بالإضافة إلى دورها الرئيسي في أحداث العصر الإسلامي الذي شهد صراعات وحروب عنيفة متواصلة على الساحة العربية عامة واليمنية خاصة.

## المناخ
يتنوع مناخها تبعًا لتضاريسها الطبيعية، وهو معتدل صيفًا إذ تتراوح درجة الحرارة فيه ما بين (10ْ-26ْ) وبارد شتاءً حيث تتراوح درجة الحرارة فيه ما بين (تحت الصفر- 16ْ).
| البيانات المناخية لـصعدة          | البيانات المناخية لـصعدة | البيانات المناخية لـصعدة | البيانات المناخية لـصعدة | البيانات المناخية لـصعدة | البيانات المناخية لـصعدة | البيانات المناخية لـصعدة | البيانات المناخية لـصعدة | البيانات المناخية لـصعدة | البيانات المناخية لـصعدة | البيانات المناخية لـصعدة | البيانات المناخية لـصعدة | البيانات المناخية لـصعدة | البيانات المناخية لـصعدة |
| الشهر                             | يناير                    | فبراير                   | مارس                     | أبريل                    | مايو                     | يونيو                    | يوليو                    | أغسطس                    | سبتمبر                   | أكتوبر                   | نوفمبر                   | ديسمبر                   | المعدل السنوي            |
| --------------------------------- | ------------------------ | ------------------------ | ------------------------ | ------------------------ | ------------------------ | ------------------------ | ------------------------ | ------------------------ | ------------------------ | ------------------------ | ------------------------ | ------------------------ | ------------------------ |
| متوسط درجة الحرارة الكبرى °م (°ف) | 22.1 (71.8)              | 23.8 (74.8)              | 25.3 (77.5)              | 26.9 (80.4)              | 29.1 (84.4)              | 31.5 (88.7)              | 30.9 (87.6)              | 30.5 (86.9)              | 29.3 (84.7)              | 25.5 (77.9)              | 22.7 (72.9)              | 22.4 (72.3)              | 26.7 (80.0)              |
| المتوسط اليومي °م (°ف)            | 14.3 (57.7)              | 15.7 (60.3)              | 18.0 (64.4)              | 19.8 (67.6)              | 22.1 (71.8)              | 23.6 (74.5)              | 24.2 (75.6)              | 23.9 (75.0)              | 21.9 (71.4)              | 18.0 (64.4)              | 15.2 (59.4)              | 14.6 (58.3)              | 19.3 (66.7)              |
| متوسط درجة الحرارة الصغرى °م (°ف) | 6.5 (43.7)               | 7.7 (45.9)               | 10.7 (51.3)              | 12.7 (54.9)              | 15.1 (59.2)              | 15.8 (60.4)              | 17.5 (63.5)              | 17.3 (63.1)              | 14.6 (58.3)              | 10.6 (51.1)              | 7.7 (45.9)               | 6.8 (44.2)               | 11.9 (53.5)              |
| الهطول مم (إنش)                   | 8 (0.3)                  | 13 (0.5)                 | 41 (1.6)                 | 42 (1.7)                 | 18 (0.7)                 | 2 (0.1)                  | 16 (0.6)                 | 26 (1.0)                 | 5 (0.2)                  | 1 (0.0)                  | 5 (0.2)                  | 8 (0.3)                  | 185 (7.2)                |
| المصدر: Climate-Data.org          |                          |                          |                          |                          |                          |                          |                          |                          |                          |                          |                          |                          |                          |

## السكان
يبلغ عدد سكان محافظة صعدة وفقًا لنتائج التعداد السكاني لعام 1994م حوالي (484,063) نسمة.

## الأسـواق الشعبيــة
توجد في محافظة صعدة العديد من الأسواق الأسبوعية التي تقام بمختلف مناطق مديريات المحافظة، أهمها وأشهرها صيتًا الأسواق التالية:-
- سوق الطلح القريب من مدينة صعدة الذي يقام يوم السبت من كل أسبوع.
- السوق القديم في وسط مدينة صعدة فهو يقام على مدار أيام الأسبوع حيث يجـد فيه الزائر متعة كبيرة لمشاهدة المنتجات المحلية واقتناء بعض منها.
- السوق الأسبوعي في مدينة صعدة ـ أيضًا ـ الذي يقام يوم الأحد من كل أسبوع فيحوي العديد من معارض الصناعات المحلية منها الفضية والتحف الجميلة وغيرها.
- سوق الربوع في مديرية مجز ويقام كل أربعاء.
- سوق الثلوث في مديرية غمر ويقام كل ثلاثاء.
- سوق السبت في مديرية رازح.
- سوق الاثنين في مديرية ساقين.
- سوق الخميس في مديرية منبه وغيرها من الأسواق.

## الثقافة والعلوم
في مدينة صعدة مكتب للثقافة وهو لعموم المحافظة وبه المركز الثقافي الذي يحتوي المسرح المخصص للفعاليات الرسمية والثقافية بالمحافظة. وفي مدينة صعدة أيضًا مقر إذاعة صعدة المحلية التي تتبع المؤسسة العامة اليمنية للإذاعة والتلفزيون وقد انشأت الحكومة اذاعة صعدة في العام 2007م وكانت تبث برامجها على موجة FM على الترددات 91 و 96 إلا أنها توقفت بفعل الحرب.
بتاريخ 7 يوليو من العام 2019م دشن وزير الإعلام معمر الإرياني بث إذاعة صعدة FM على التردد 99. وفي مدينة صعدة جامعة صعدة التي تشمل كليات التربية والعلوم والآداب وكانت سابقًا منذ تسعينيات القرن الماضي كلية واحدة للتربية والآداب تتبع جامعة صنعاء ثم تبعت في 2009 جامعة عمران ثم أصبحت جامعة مستقلة.
وكانت صعدة تشارك كغيرها من محافظات الجمهورية اليمنية في جوائز رئيس الجمهورية للشباب في مجالات القرآن والآداب والفنون والعلوم الطبيعية والتطبيقية.
وفي 2011 تم تأسيس فرع جمعية الشعراء الشعبيين اليمنيين بصعدة.

## أشهر المساجد والجوامع

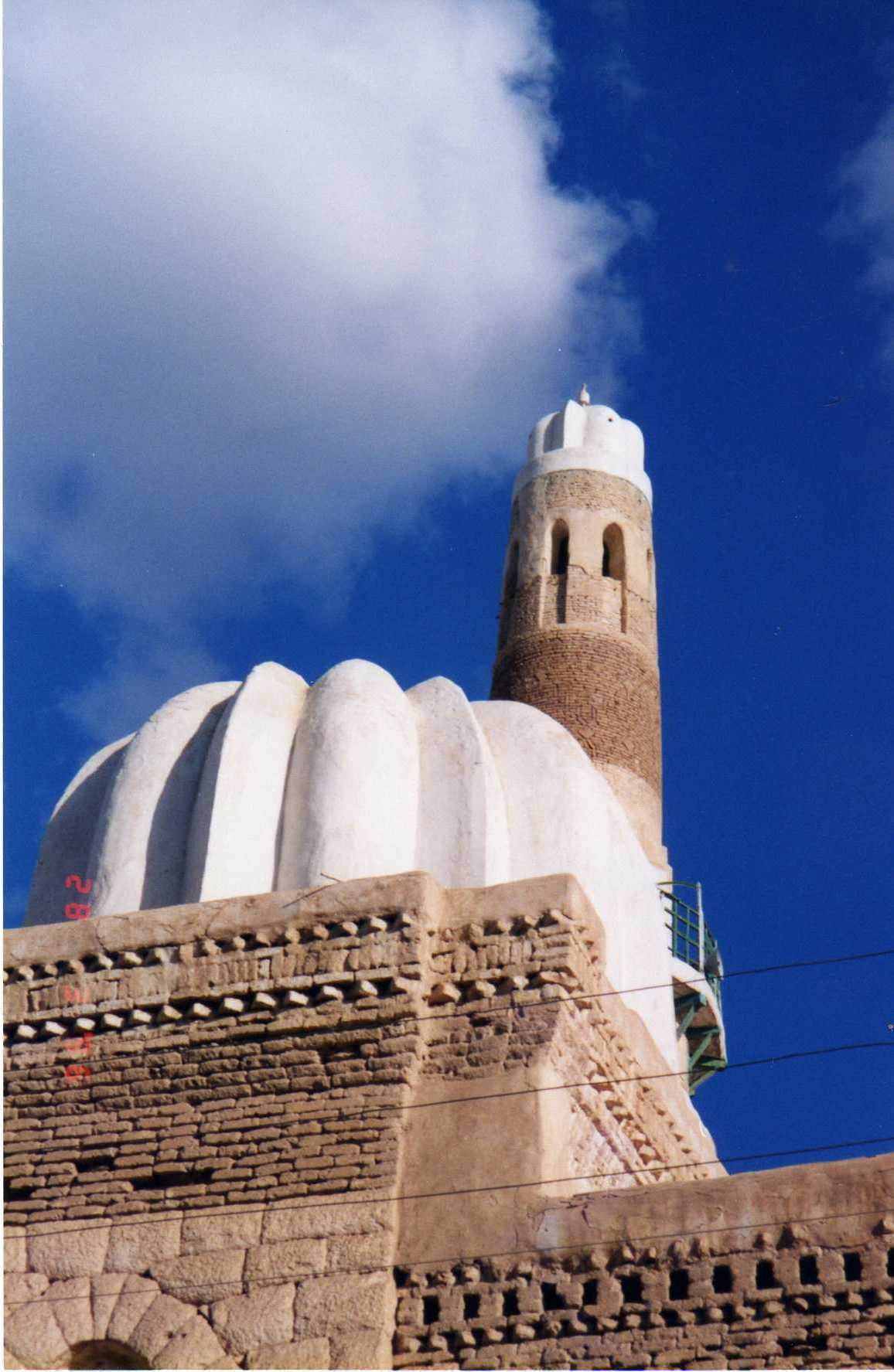
Mosque in Sa'dah.jpg

جامع الهادي، جامع النزاري مسجد نوح، مسجد جميدة، جامع الغَمَري، جامع الإيمان، مسجد الزبيري، جامع فليته، مسجد الذهب، جامع عليان، مسجد الهيري، مسجد القصر.

## أشهر المستشفيات
مستشفى السلام، المستشفى الجمهوري، مستشفى ابن سينا، مستوصف الحمزي، مستشفى الفقيه.

## أعلام
عبد الملك الحوثي
حسين الحوثي
بدر الدين الحوثي
يحيى بدر الدين الحوثي